# Sekretar
Ptica sekretar (lat. Sagittarius serpentarius) je jedini pripadnik porodice Sagittariidae.
Iako je jedina preživjela vrsta, fosilni ostaci najmanje dvije vrste koje liče na pticu sekretara nađeni su u Francuskoj i potječu iz razdoblja oligocena i miocena, prije najmanje 20 milijuna godina. Nastanjuje savane, stepe i ostala otvorena staništa subsaharske Afrike. Zbog izgleda mješanca rode i ptice grabljivice, kao i zbog svoje neobičnosti svrstan je u zasebnu porodicu.

## Opis
Ova ptica dostiže visinu i do 1,2 m i ima duge ružičaste noge slične rodinim, a raspon krila je 2,1 m. Težina 3,4-4,2 kg. Dugo i pri vrhu crno ukrasno perje na njenom potiljku liči na pera za pisanje koja su koristili činovnici u XIX. stoljeću - otuda njen naziv.
Opisan je kao "orao pješak" jer kukce, zmije i male glodavce lovi na tlu. Neprobavljene ostatke povrati u vidu loptica i izbacuje ih ispod mjesta gdje spava i gnijezdi se.
Iako najveći dio vremena provodi na zemlji, ova ptica je dobar letač, i često lebdi ispruženih nogu i vrata. Čak može praviti spektakularne manevre u zraku kao i orlovi. Drugi oblik ponašanja, koji možda služi za obranu teritorija ili kao igra dva ptića, je kada jedna ptica trči za drugom dignutih krila, udarajući i skačući na nju. Mlade jedinke su vrlo slične odraslima, osim što je njihovo perje sa smeđim šarama i što im je bijeli dio ispod krila i repa prošaran sivom bojom.
Ptice sekretari su monogamni i teritorijalni. Jedan par može zauzeti teritorij veličine 20-200 kvadratnih kilometara. Gnijezdo je na drveću ravne krošnje; obično nisko na bodljikavim akacijama. Ptica nese 1-3 zelenkasto-bijela jaja. Inkubacija traje 42-46 dana.

## Vanjske poveznice
|  | Zajednički poslužitelj ima stranicu o temi Sagittarius serpentarius    |
|  | Zajednički poslužitelj ima još gradiva o temi Sagittarius serpentarius |
|  | Wikivrste imaju podatke o taksonu Sagittarius serpentarius             |